# Kapuściaki to my
Kapuściaki to my – książka Ireny Landau wydana w 1999 roku, opowiadająca o małych, wielonogich, zielonych stworkach – Kapuściakach: Feliksie, jego żonie Filemenie, córce Sabci, zięciu Polikarpie oraz wnuczkach Pąsi i Fąsi. Ich przyjaciele to Piotrek i Małgorzata Kwiatkowscy (rodzeństwo) oraz ich dziadkowie Stanisław i Katarzyna.

## Fabuła
- Rozdział pierwszy: jesień, zrozpaczone Kapuściaki nie mają domu, są zmuszone wynajmować miejsce do noclegu u antypatycznego Lisa. Dziadek Feliks po wielu przygodach spotyka dwoje dzieci – Piotrka i Małgosię.
- Rozdział drugi: zima, Feliks wyrusza w podróż do Warszawy, aby nakłonić dzieci do przyjazdu na wieś.
- Rozdział trzeci: wiosna, Kapuściaki spędzają czas z dziećmi w Warszawie. Dzieci dowiadują się, że Kapuściaki kwitną na wiosnę.
- Rozdział czwarty: lato, Kapuściaki chcą polecieć do innych krajów, ale podróż kończy się fiaskiem.